# Bezuapan
Bezuapan är en ort i Mexiko.   Den ligger i kommunen San Andrés Tuxtla och delstaten Veracruz, i den sydöstra delen av landet, 400 km öster om huvudstaden Mexico City. Bezuapan ligger 244 meter över havet och antalet invånare är 650.
Terrängen runt Bezuapan är huvudsakligen kuperad, men österut är den platt. Runt Bezuapan är det ganska tätbefolkat, med 83 invånare per kvadratkilometer. Närmaste större samhälle är San Andres Tuxtla, 7,3 km nordväst om Bezuapan. Omgivningarna runt Bezuapan är en mosaik av jordbruksmark och naturlig växtlighet.